# جمعية المعلوماتية الإيرانية
جمعية المعلوماتية الإيرانية (بالفارسية: انجمن انفورماتیک ایران) هي منظمة غير ربحية تأسست في طهران تاريخ 17 يونيو 1979 تهدف لتعزيز التطبيق السليم للمعلوماتية والمعرفة بعلوم الحاسوب في إيران.
تُعد جمعية المعلوماتية الإيرانية أقدم جمعية علمية في مجال علوم وهندسة الحاسوب في إيران وحظيت باعتراف لجنة الجمعيات العلمية التابعة لوزارة العلوم والبحوث والتكنولوجيا الإيرانية لكونها من أنشط الجمعيات العلمية في إيران.[بحاجة لمصدر]

## الأهداف
شملت الأهداف الرئيسة للجمعية: تطوير المعايير العلمية والتقنية، ودراسة تأثير الحوسبة على البيئة والمجتمع، والمساعدة في صياغة قوانين داعمة وحمائية لعلم الحاسوب في إيران، وتحسين جودة التعليم، وتشجيع أنشطة البحث، وتسهيل تبادل الأفكار والتعاون بين الخبراء في المجال.
تسعى الجمعية إلى تحقيق أهدافها عبر النشر في النشرات الأخبارية والمجلات العلمية والكتب، وتنظيم المحاضرات والندوات والمؤتمرات على المستويين المحلي والدولي، والتعاون مع المراكز العلمية والصناعية، تقديم دورات تدريبية متخصصة، والمساهمة في تصنيف المهن المعلوماتية عبر تقييم المؤهلات والخبرات المهنية.

## التاريخ
طُرحت فكرة تأسيس الجمعية في سنة 1977، ثم اُقترحَ النظام الأساسي لها، وبعد المناقشات والتبادلات الشفهية والمكتوبة للآراء من الأفراد عُقد اجتماع في 18 سبتمبر 1978 حيث اتفقوا فيه على النظام الأساسي والاسم الحالي للجمعية وانتخاب لجنة مكونة من سبعة أعضاء تتمتع بالصلاحيات الكاملة لمتابعة أعمال الجمعية حتى مرحلة التسجيل وتشكيل أول جمعية عامة، وكان أعضاء هذه اللجنة:
1. محمد جواد أشجابي، جامعة أصفهان للتكنولوجيا [الإنجليزية]
2. مرتضى أنوري، المدرسة العليا للتخطيط وتطبيقات الحاسوب
3. لطفلي بخشي، جامعة آزاد الإسلامية
4. إبراهيم بهجت، شركة هدبان للاستشارات
5. بهروز برهاني، جامعة أمير كبير للتكنولوجيا
6. حسين جعفري فشاراكي
7. أحمد ميراطنيا، جامعة أمير كبير للتكنولوجيا